# Бодзентин
Бодзентин (пољ. Bodzentyn) је град у Пољској у Војводству Светокришком у Повјату kielecki. Према попису становништва из 2011. у граду је живело 2.316 становника.
.

## Становништво
Према прелиминарним подацима са пописа, у граду је 2011. живело 2.316 становника.
| 2002. | 2011. | 2012. |
| ----- | ----- | ----- |
| 2.302 | 2.316 | 2.290 |